# Sopubia angolensis
Sopubia angolensis är en snyltrotsväxtart som beskrevs av Adolf Engler. Sopubia angolensis ingår i släktet Sopubia och familjen snyltrotsväxter. Inga underarter finns listade i Catalogue of Life.